# Rocca Santa Maria
Rocca Santa Maria è un comune italiano sparso di 448 abitanti della provincia di Teramo in Abruzzo, facente parte dell'unione dei comuni montani della Laga. La sede comunale si trova nella frazione Imposte.

## Storia
Il suo nome deriverebbe dalla scomparsa torre posta nei pressi della villa di Riano, che insieme al territorio fu tradizionalmente feudo, insieme a Bisegno, del Vescovo Aprutino. Nel Medioevo Rocca ebbe importanza come castello fortificato, di cui ci sono resti in località Castello. Il toponimo per la prima volta compare in un documento angioino del 1273.
Nei suoi pressi nasce il fiume Vezzola, affluente sinistro del fiume Tordino. Il Comune si compone di diverse frazioni, collocate a distante tra loro, il che contribuisce a rendere dispendioso uno sviluppo adeguato dei servizi pubblici, queste sono Rocca con sede amministrativa, Ceppo, Fioli, Alvelli, Paranesi, Alvelli, Cona Faiete e Macchia Santa Cecilia. Sorge sul territorio delle antiche "università" di Agrarie, Rocca Santa Maria/Rocca Bisegna e Terra Morricana; le frazioni di Cona Faiete, Pomarolo, Serra e San Biagio appartenevano, con Macchia Santa Cecilia, a Bisegna. La prima documentazione di queste ville è data dal catasto del 1753, in quanto tutti i documenti anteriori sono andati distrutti da incendi. Nel 1670 a seguito dell'editto del Preside Zunica contro il brigantaggio (di cui si ricorda Marco Sciarra di Rocca Santa Maria, che rapì anche il poeta Torquato Tasso, e che assalì la città del Vasto), i briganti stessi attaccarono le ville di Rocca, bruciando gli edifici.

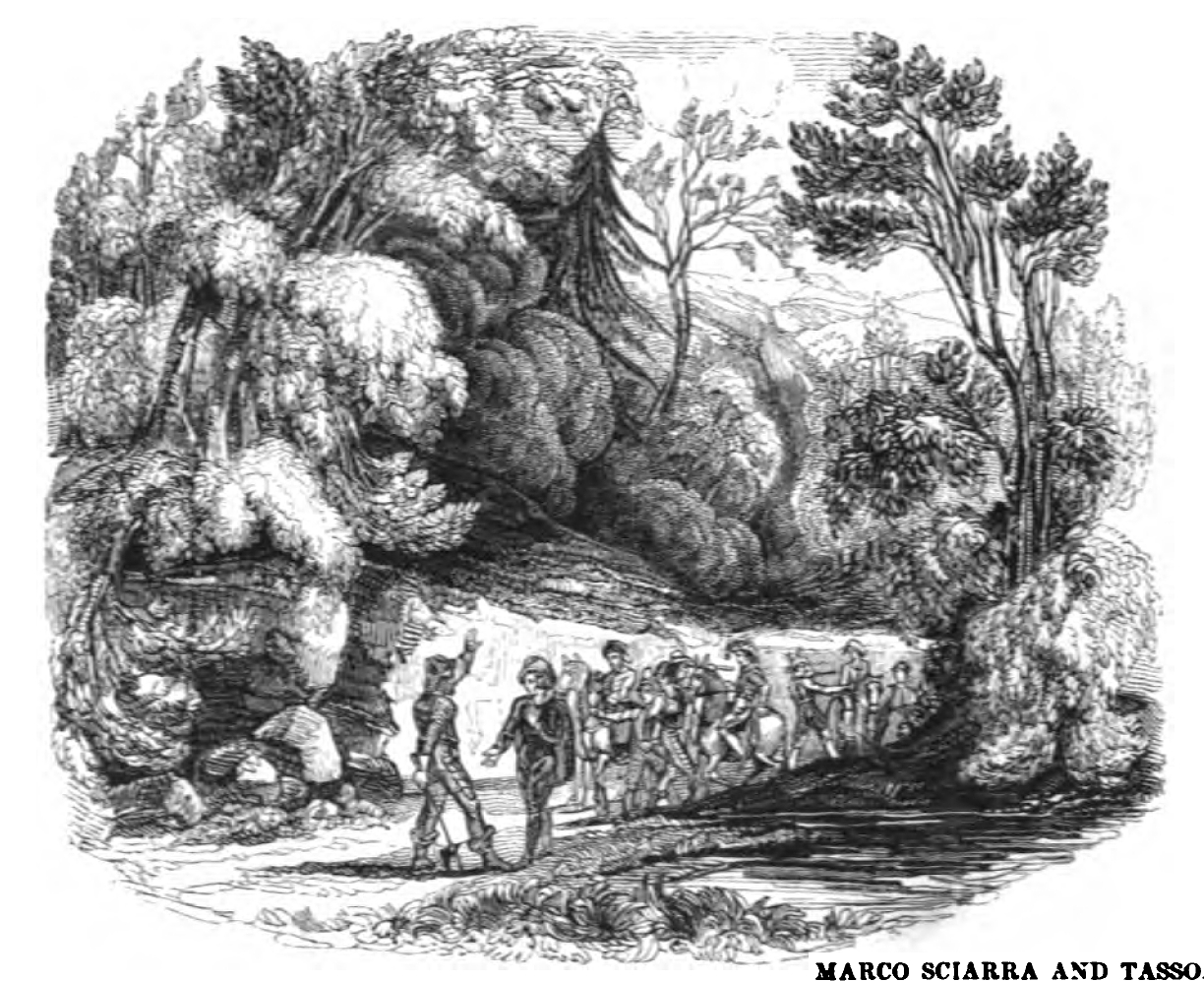
Il bandito Marco Sciarra rapisce Torquato Tasso

Lo storico Niccola Palma di Teramo descrive le università agrarie di Rocca Santa Maria e Rocca Bisegna, ipotizzando le loro origini italiche addirittura prima del potere di Roma, poiché esiste un monumento in Sant'Omero (TE) che comproverebbe tale ragionamento, risalente all'anno 637 dalla fondazione dell'Urbe, sotto il consolato di Metello, della strada Cecilia Metella, che riporta il toponimo di un villaggio esistente dove oggi sorge il centro di Rocca.
Questo comune appartenne sempre al Contado Aprutino di Teramo quando a divisione amministrativa, e anche dopo la riformulazione amministrativa francese del 1816, Rocca entrò nel distretto di Teramo dell'Abruzzo Ulteriore I, confinando ad ovest con le Marche. Anche con la costituzione delle province, Rocca, è entrata nella provincia di Teramo.
La sede amministrativa nella villa di Rocca Santa Maria, tra le ville di Fustagnano e Belvedere, si compone di poche case, più la piazza con la moderna sede amministrativa del Municipio. Necessiterebbe di sviluppo maggiore per avere l'aspetto di un comune con i servizi necessari per qualsiasi organizzazione municipale.

### La battaglia di Bosco Martese
Episodio di significativo valore patriottico durante la seconda guerra mondiale.
Il 17 settembre 1943 un contingente di soldati italiani di stanza a Teramo, guidati dal capitano Giovanni Lorenzini, decise di non consegnarsi ai tedeschi, e si trasferì in località Ceppo nel comune teramano di Rocca Santa Maria, a 30 km dal capoluogo. Trovarono antifascisti teramani, tra i quali i fratelli Rodomonti e Armando Ammazzalorso, arrivati lì il 23. Nei giorni seguenti giunsero altri soldati sbandati, ex prigionieri inglesi e slavi, fuggiti dal campo di Tossicia, e si creò un drappello di insurrezionali capitanati da Mario Capuani, con comando al capitano Ettore Bianco, già protagonista di un episodio di resistenza contro i tedeschi.
Il gruppo si divise in tre parti, il partito d'Azione, quello Estero, e quello dei Comunisti, comandati dall'avvocato Felice Mariano Franchi, dal tenente colonnello Dushan Matiyasevic e dal tenente Francesco Di Marco. il 25 settembre un contingente di tedeschi si diresse verso il luogo di Bosco Martese, la battaglia iniziò a mezzogiorno, durò circa 3 ore, i tedeschi dovettero ritirarsi, con 50 morti, e 5 camion distrutti. Il Maggiore Hartmann venne fatto prigionieri e passato per le armi, dopo il combattimento gli insorti dispersero le piccole bande per continuare la lotta, ma i tedeschi scatenarono immediatamente la rappresaglia contro i civili, giustiziando 5 prigionieri presi a Bosco Martese, e in seguito ammazzando dei carabinieri, uccidendo anche Mario Capuani, che aveva avviato nella sua casa in segreto l'organizzazione della rivolta.

## Monumenti e luoghi d'interesse
- Chiesa di Sant'Egidio ad Arquatola: si trova in questa contrada disabitata, è del XIV secolo, molte parti della struttura muraria sono originali, ha la facciata quadrata con la copertura a capanna, l'interno è a navata unica, e sopra il portone c'è un campanile a vela. La frequente presenza del monogramma dei Gesuiti composto con le lettere IHS spesso con l'H sormontata da croce, incastonato con le date di costituzione delle abitazioni, indica la fervente attività di questa confraternita nel territorio roccolano, nel XVII secolo.
- Chiesa di Santa Maria Assunta: in contrada Alvelli, è del XV secolo, si trova su un leggero pendio appena più in basso la strada. Sulla facciata principale costituita da prospetto laterale dell'edificio, si aprono un semplice portale riquadrato da cornice liscia, intonacata ed una finestra rettangolare, protetta da inferriate. Uno dei lati minori è coronato da una piccola cella campanaria, l'accesso ha architrave piano sormontato da due conci arcati, che costituiscono un arco di scarico. Su questo è scolpita una croce latina e di fianco il portale il concio è rimesso in opera, su cui sono scavati una croce greca insieme ad altro simbolo. La copertura è a capanna, l'interno a navata unica, coperto da controsoffittatura a doghe lignee.
- Chiesa di Santa Maria a Canili: si trova in questa contrada, è del XVI secolo, con la copertura a capanna, l'ingresso con portale architravato nella navata unica. In corrispondenza delle pareti si erge il campanile a vela con due campane, su questa stessa parete di base si evidenzia la presenza di un portale più antico, caratterizzato da due pile di grosse pietre a fare da colonne, per sorreggere un architrave avente quasi la forma di un timpano.
- Chiesa di San Lorenzo a Cesa: in questa contrada, la prima menzione è nel 1178. La copertura è a capanna, e in corrispondenza della facciata, un piccolo campanile a vela sorregge una campana. Si accede alla navata unica da un semplice portale di pietra, sull'architrave del quale, insieme al monogramma IHS e alla croce si legge la data 1801. L'interno è semplice ed essenziale, modeste mattonelle alle pareti laterali tracciano la via Crucis e sulla perete dietro l'altare, campeggiano iconografie religiose.
- Chiesa di San Nicola di Bari a Ciarelli: in questa contrada, risale al XVII secolo, ha copertura a capanna, ha piccolo campanile a vela. Un semplice portale posto su una delle pareti laterali consente l'accesso alla navata unica; sulla parete dietro l'altare si trovano due edicole con la statua di San Nicola e quella della Madonna col Bambino; sempre presso l'altare si trova la storica campana della chiesa, lesionata e inservibile per suonare sul campanile, con delle iscrizioni latine. Alla parete è intonacata una mattonella a cura della diocesi di Teramo, dove si trova il simbolo del Giubileo del 2000.
- Chiesa di Sant'Antonio del Colle: si trova nella piazza di questa contrada, ha copertura a capanna, un piccolo campanile a vela; nel 1666 fu costruita come testimonia la data del portale, è in pietra arenaria, il portale e l'altare in origine erano posizionati sulla parte opposta della chiesa; successivamente venne realizzata alla fine dell'Ottocento la piazzetta del paese, e l'ingresso spostato. All'interno della chiesa, a navata unica, si trova la statua di Sant'Antonio di Padova, quella di San Vincenzo Ferrer, proveniente dalla distrutta chiesa di San Flaviano in Tavolero.
- Chiesa di San Pietro a Faiete: risale al XVII secolo, anche se potrebbe essere più antica. Venne bruciata nel 1668 durante la guerra tra soldati spagnoli e banditi, ed era nota come "San Pietro del Piano". La facciata ha copertura a capanna, si appoggiano delle colonne squadrate in laterizio che in corrispondenza del portale formano un arco a tutto sesto, coperto da una piccola tettoia. A questa si appoggiano altri due pilastrini a sostegno di un piccolo campanile a vela.

San Martino a Fioli

- Chiesa di San Martino a Fioli: risalente al XIV secolo, si trova all'accesso del paese. Mantiene l'antica struttura muraria, oggi presenta un tetto a capanna, campanile a vela molto grande, un semplice portone ad arco ribassato, sovrastato da una lunetta dà l'accesso alla chiesa, che è a navata unica, priva di abside. All'interno si trovano dei dipinti, una statua della Madonna del Rosario, e una di San Martino, entrambe in materiale fittile, un'acquasantiera in legno, e l'altare barocco con tabernacolo di scuola marchigiana, del XVI secolo, con le colonne tortili, e finissimi intagli decorati e dorati, per accogliere le statue nelle nicchie.
- Chiesa della Natività di Maria: in contrada Fiume, è più antica dell'attuale ricostruzione del 1958, e del restauro dei paramenti liturgici, e della decorazione del 1977; ha copertura a capanna, nella facciata ha un piccolo campanile a vela, il portale è ad architrave piano, al di sopra di esso si trova una finestra ad oculo in asse, incorniciata da pietra. L'interno è a navata unica, si trova un semplice altare sopraelevato in granito.
- Chiesa di San Lorenzo a Fustagnano: viene citata pera la prima volta nel 1153, distrutta nel 1668 nella guerra contro i banditi, è stata rifatta nel 1951. Ha copertura a capanna, l'accesso è dato dal portale laterale, incorniciato in pietra. L'interno è a navata unica, con la copertura a capriate lignee.
- Chiesa di San Giacomo a Licciano: risalirebbe al XIV secolo, anche se è stata varie volte rimaneggiata. Ha copertura a capanna, un piccolo campanile a vela in facciata, dell'antica struttura fa parte una monofora posta sul fianco destro, dove si vedono a rilievo una croce posta tra una lancia e un chiodo, simboli della Passione. L'interno è a navata unica, ha capriate lignee a vista, una statua di San Giacomo e una della Madonna fiancheggiano l'altare datato 1690.
- Chiesa di Santa Cecilia: in contrada Macchia Santa Cecilia, risale al XIV secolo, ma è stata rifatta negli anni '50 del Novecento. Ha copertura a capanna, in corrispondenza della semplice facciata si erge il campanile. L'interno a navata unica priva di abside è sobrio, con grandi finestroni laterali, decorati da scene del Nuovo Testamento. Il presbiterio è rialzato, sulla parete alle spalle dell'altare si trovano le statue di Santa Cecilia e della Madonna del Carmine, oltre al grande Crocifisso.

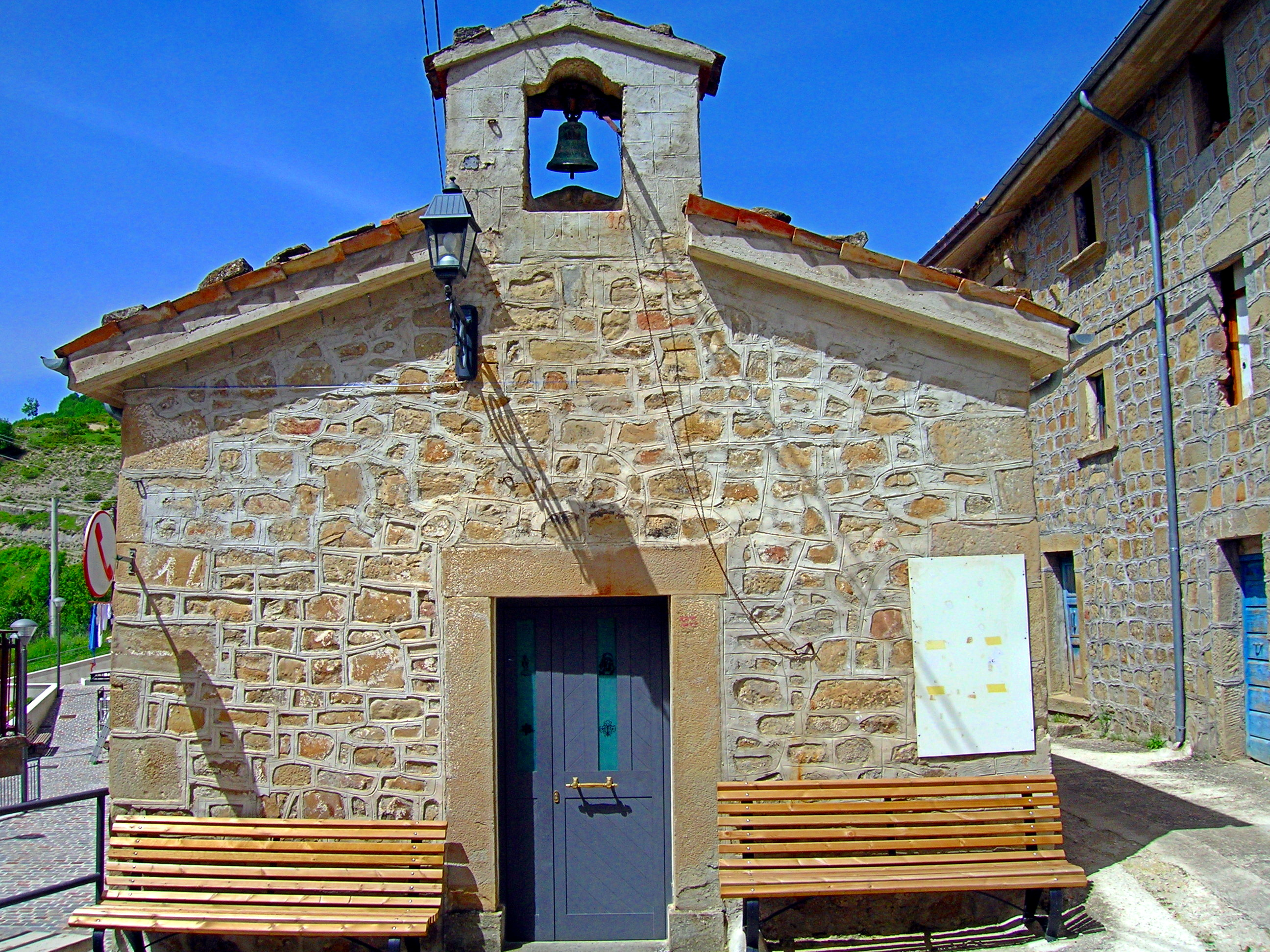
Chiesa di San Michele a Riano

- Chiesa di San Leonardo a Paranesi: risale al XVI secolo, ha copertura a capanna, la facciata è a coronamento orizzontale; il portale con arco a tutto sesto è incorniciato in laterizio, e poco al di sopra dell'arco c'è il grande orologio con numeri romani; al di sopra si alza il campanile a vela con la campana del 1953. Il terremoto di Amatrice del 2016 ha danneggiato la chiesa.
- Chiesa di San Michele: in contrada Sant'Angelo a Riano: è di recente ristrutturazione, benché risalga al XIII secolo. Si presenta con tetto a capanna, facciata quadrata su cui si incastona un grande campanile che termina a vela. Sull'architrave dell'ingresso è visibile un fregio composto da due croci laterali, e un gruppo di croci più piccole. Le opere di ristrutturazione hanno realizzato un soffitto massiccio in cemento armato, ricoperto da tegole incotto, l'interno è a navata unica, molto semplice e modesto.
- Chiesa dell'Arcangelo: in contrada Riano paese: ha copertura a capanna, piccolo campanile a vela, l'interno all'estremità ha il piccolo altare barocco, con le colonne tortili in legno dipinto di scuola marchigiana, risalente al 1735. Sotto la mensa dell'altare si trova la statua del Cristo morto, su una delle pareti si trova una mattonella della diocesi, che rappresenta il Giubileo del 2000.
- Chiesa del Salvatore: in contrada Serra, villaggio disabitato. Ricostruita nei primi anni del XX secolo, non ha più il tetto che è crollato da tempo a causa dell'abbandono

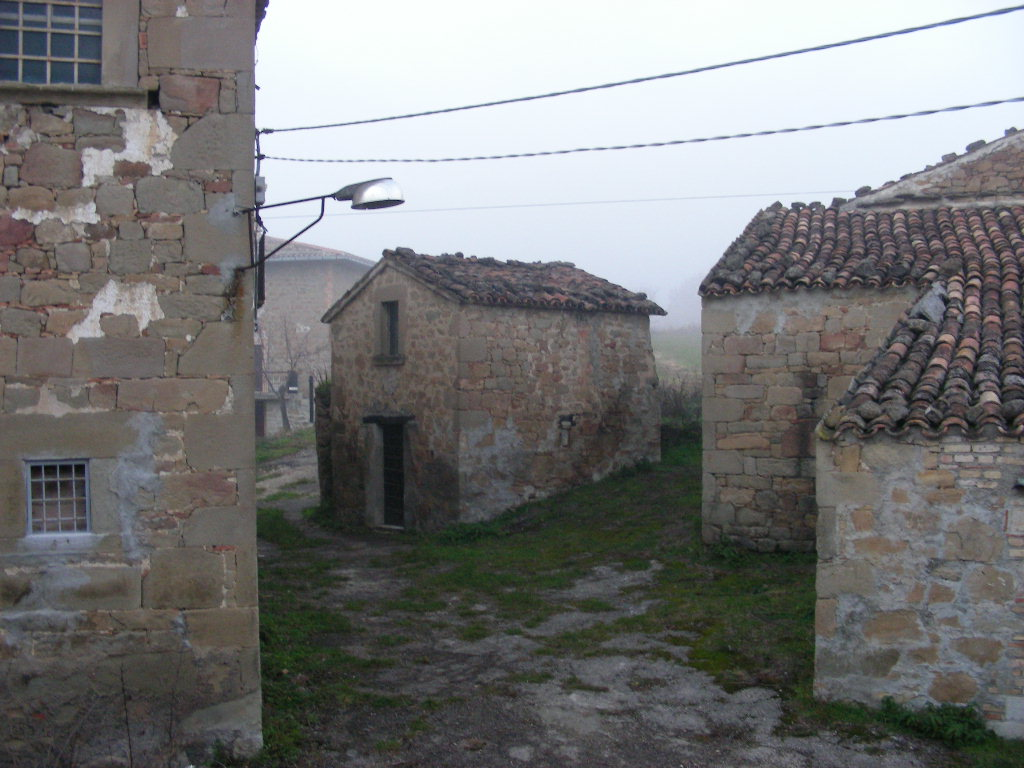
Borgo abbandonato di Tavolero

- Ruderi della chiesa di San Flaviano a Tavolero: è del XIII secolo, si conserva la facciata con il portale romanico in pietra arenaria. Il campanile a vela centrale è crollato da tempo, insieme a gran parte delle mura perimetrali, e del soffitto. Le finestre monofore allungate e strette rimandano all'architettura francese borgognone. L'abbandono di questo borgo negli anni '70 da parte della popolazione, ha fatto sì che l'intera zona cadesse in degrado, compresa la chiesa.

## Società

### Evoluzione demografica
Abitanti censiti

## Geografia antropica

### Frazioni
Acquaratola, Alvelli, Belvedere, Canili, Castiglione, Ceppo, Cesa, Ciarelli, Colle, Cona Faiete, Faiete, Fioli, Fiume, Forno, Fustagnano, Imposte (sede comunale), Licciano, Macchia Santa Cecilia, Paranesi, Pomarolo, Riano, San Biagio, Serra, Tavolero, Tevere.

## Amministrazione
| Periodo        | Periodo        | Primo cittadino        | Partito                                 | Carica  | Note        |
| -------------- | -------------- | ---------------------- | --------------------------------------- | ------- | ----------- |
| 23 aprile 1995 | 13 giugno 1999 | Alfiero Di Giammartino | Lista civica di centro                  | Sindaco | [ 7 ]       |
| 14 giugno 1999 | 7 giugno 2009  | Carlo Ciapanna         | Lista civica                            | Sindaco | [ 8 ] [ 9 ] |
| 8 giugno 2009  | 25 maggio 2014 | Stefania Guerrieri     | Lista civica Insieme per ricominciare   | Sindaco | [ 10 ]      |
| 26 maggio 2014 | in carica      | Lino Di Giuseppe       | Lista civica La montagna un bene comune | Sindaco | [ 1 ]       |